# Salvador Quizon

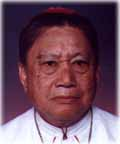
Salvador Quizon

Salvador Quizon Quizon (* 6. Dezember 1924 in Manila; † 5. August 2016) war ein philippinischer Geistlicher und römisch-katholischer Weihbischof in Lipa.

## Leben
Salvador Q. Quizon studierte Philosophie am St. Alphonsus di Liguori-Seminar in Lipa City (1942–1944) und Theologie am UST-Seminar in Manila (1945–1949). Er empfing am 12. März 1949 durch Alfredo Verzosa y Florentin die Priesterweihe für das Bistum Lipa. Am Angelicum in Rom wurde er nach einem Doktoratsstudium in kanonischem Recht 1954 promoviert. Nach seelsorgerischer Tätigkeit war er ab 1949 Professor am St. Francis Seminary, dessen Rektor 1956 sowie auch als Seelsorger tätig. 
Papst Johannes Paul II. ernannte ihn am 9. Juni 1979 zum Weihbischof im Erzbistum Lipa und Titularbischof von Feradi Minus. Der Apostolische Nuntius auf den Philippinen, Erzbischof Bruno Torpigliani, spendete ihm am 22. August desselben Jahres die Bischofsweihe; Mitkonsekratoren waren Ricardo Jamin Kardinal Vidal, Erzbischof von Lipa, und Cirilo R. Almario, Bischof von Malolos. 1985 wurde er zudem Generalvikar; er hatte zahlreiche Aufgaben in den Bischofskonferenzen auf nationaler und diözesaner Ebene inne.  
Am 6. April 2002 nahm Papst Johannes Paul II. seinen altersbedingten Rücktritt an.